# Xylophanes trinitatis
Xylophanes trinitatis är en fjärilsart som beskrevs av Adolf G. Closs 1917. Xylophanes trinitatis ingår i släktet Xylophanes och familjen svärmare. Inga underarter finns listade i Catalogue of Life.